# Karl Agathon

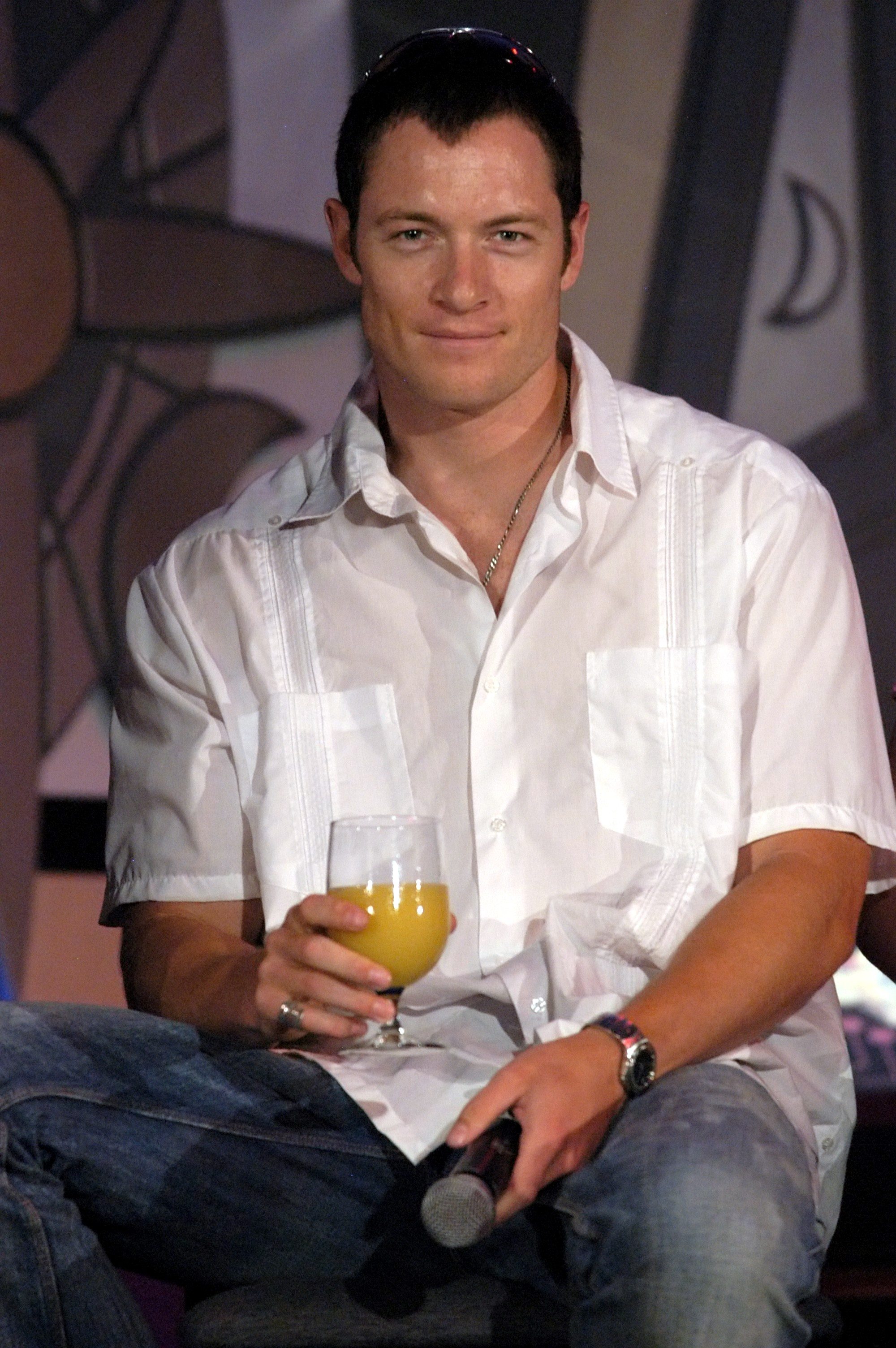
Karl Agathon, gespeeld door Tahmoh Penikett.

Karl C. Agathon, met codenaam Helo is een personage uit de herwerkte televisieserie Battlestar Galactica. Hij is een bemanningslid op de Galactica. De rol werd vertolkt door acteur Tahmoh Penikett.

## Biografie
Agathon vormde in het begin van de televisieserie een team met Boomer als vaste piloten op een raptor, een scoutschip van de Galactica. Later werd hij onder meer gevechtspiloot en tactische officier. Hij wordt meestal aangesproken met zijn codenaam Helo.

### Caprica
Na de aanval op de twaalf kolonies reizen Boomer en Helo af naar Caprica in een poging mensen te redden. Er is te weinig plaats op het kleine scoutschip om alle mensen mee te kunnen nemen en er wordt geloot om de beschikbare plaatsen op het schip. Helo ziet Gaius Baltar in de menigte en besluit zijn plaats af te staan aan Baltar omdat hij van mening is dat Baltar meer bijdragen kan leveren dan hijzelf in de strijd tegen de cylons.
Nadat hij achterblijft op de planeet heeft hij te maken met de gevolgen van de nucleaire straling en moet hij op de vlucht voor de cylons. Hij komt oog in oog met een Number Six maar wordt gered door een Number Eight kopie, die later in de serie de codenaam Athena zal krijgen. Niet wetende dat Boomer een cylon is, denkt hij dat Athena Boomer is en is hij verbaasd haar terug te zien op Caprica. Samen slaan ze op de vlucht voor de cylons, maar Athena zit in een complot met de andere cylons.
Athena besluit uiteindelijk voor Helo te kiezen zonder hem haar echte identiteit bekend te maken. Ze trekken samen naar Delphi in de hoop een cylon schip te kunnen bemachtigen om van de planeet weg te kunnen komen. Tijdens deze missie merkt Helo een Number Six op. Omdat hij de kopie die hem gevangen wilde nemen gedood had beseft hij dat sommige cylons nu een menselijk uiterlijk hebben. De grote schok komt er toen hij een andere kopie van een Number Eight ziet en beseft dat Boomer ook een cylon is en dat zelfs zijn metgezel misschien Boomer niet is. De andere Number Eight kopie wordt meteen neergeschoten door Athena om Helo te beschermen en een geschrokken Helo rent hard weg. Nadat Athena en Helo elkaar weer treffen haalt hij een pistool boven en schiet haar in de arm. Ze bekent haar ware identiteit, dat ze Boomer niet is en vertelt tevens dat ze zwanger van hem is. Hierop beslist hij haar leven te sparen.
Toen Starbuck op de planeet aankomt om de "pijl van Apollo" te komen ophalen moet ze eerst afrekenen met een Number Six. Nadat dat gebeurd is treft ze Helo en Athena en beseft meteen dat Athena een kopie van Boomer is en wil haar meteen liquideren, maar Helo kan haar tegenhouden. Daarop vlucht Athena uit schrik weg met het schip van Starbuck. Later treffen Helo en Starbuck de verzetsgroep van Samuel Anders, waarbij ze zich aansluiten. Athena keert uiteindelijk terug met een cylon schip en Helo, Starbuck en Athena verlaten de planeet en reizen met de pijl van Apollo af naar Kobol.

### Kobol
Wanneer het drietal arriveert op het schip de Astral Queen dat rond Kobol gestationeerd is, komt het meteen tot een confrontatie tussen Helo en Apollo als deze laatste Athena wil neerschieten, met nog vers in herinnering dat haar kopie Boomer zijn vader neerschoot. De liquidatie van Athena wordt verhinderd door Helo maar ze verdwijnt meteen in de cel. Helo krijgt te maken met heel wat vijandigheden omdat hij een relatie is aangegaan met een cylon. Tijdens de zoektocht naar de "tombe van Athena" op Kobol stelt Athena zich positief op en helpt de bemanning met de zoektocht. Tussendoor ontmaskert ze een complot dat gesmeed werd door Tom Zarek, maar dat alles schept nog niet het begin van vertrouwen naar haar toe, wat ervoor zorgt dat Helo geïsoleerd raakt van de rest van de bemanning.

### Galactica
Nadat Helo terugkeert naar de Galactica neemt hij zijn werk weer op, Athena blijft opgesloten in de cel. Helo en Tyrol hebben het moeilijk met elkaar, nadat Helo een relatie aanging met Athena wat voor een oncomfortabele situatie zorgt omdat Tyrol een relatie had met Athena's kopie Boomer voordat bekend werd dat ze een cylon was en gedood werd. De situatie tussen de twee wordt uiteindelijk uitgeklaard.
Na de komst van de Battlestar Pegasus wordt het bekend dat er op dat schip een Number Six gevangen werd en gefolterd wordt. Omdat Helo bang is dat Athena hetzelfde lot zal overkomen gaat hij samen met Tyrol de confrontatie aan met "ondervrager" Luitenant Thorne, maar de confrontatie loopt uit de hand en Thorne wordt gedood. Admiraal Cain beslist dat Helo en Tyrol terechtgesteld zullen worden voor de moord op haar bemanningslid, maar wanneer Cain vermoord wordt door de Number Six beslist de nieuwe bevelhebber op de Pegasus dat Helo en Tyrol mogen terugkeren naar de Galactica.
Athena, nog steeds in gevangenschap bevalt van het kind, maar het kind wordt in het geheim ter adoptie afgegeven en Helo en Athena krijgen de boodschap dat het kind net na de geboorte gestorven is. Ze beschuldigt de dokter ervan het kind vermoord te hebben nadat eerder geprobeerd was een abortus toe te passen na orders van Laura Roslin en William Adama, maar dat werd voorkomen door Gaius Baltar die er hen van overtuigde dat met de DNA van de foetus Roslin genezen kon worden van haar kanker, wat ook gebeurde.
Samen met Starbuck ondernemen Helo en Athena de reddingsmissie naar Caprica om de verzetsgroep van Samuel Anders te bevrijden. Inmiddels heeft Athena haar trouw bewezen naar de kolonisten toe en is ze in vrijheid gesteld. Tijdens de tijd dat de meeste kolonisten op New Caprica wonen wordt Helo de nieuwe tactische officier op de Galactica in de plaats van Felix Gaeta die op de planeet werkt voor president Baltar. Helo trouwt met Athena en zij wordt door Adama officieel beëdigd als lid van de koloniale krijgsmacht en gaat aan de slag als bemanningslid van een raptor, het werk dat haar kopie Boomer voorheen deed.
Wanneer op een algenplaneet de zoektocht wordt aangevat naar het "oog van Jupiter" komt het tot een treffen tussen de cylons en de kolonisten. Tijdens onderhandelingen op de Galactica tussen beide partijen, komt Boomer aan boord, die inmiddels gedownload is in een nieuw lichaam. Zij vertelt Athena dat haar kind nog in leven is en aan boord is van een cylon schip. (Na de val van New Caprica namen Baltar en Caprica Six het kind mee naar het cylon schip). Nadat Adama bevestigd dat het kind nog in leven is besluit Athena dat er maar één oplossing is om haar kind terug te zien. Ze vraagt aan Helo om haar te vermoorden zodat ze gedownload wordt in een nieuw lichaam op het cylon schip waar haar kind zich bevindt. Helo die eerst twijfelt doet wat ze vraagt. Athena wordt gedownload in een nieuw lichaam en wordt herenigd met haar kind. Met de hulp van Caprica Six ontsnapt ze met het kind en de drie arriveren op de Galactica, waarop Caprica Six in de cel opgesloten wordt.
Helo en Athena starten met hun dochter een gezinsleven en Helo wordt de tweede in rang bij de gevechtspiloten, na de dood van Starbuck wordt hij de eerste in rang. Na de terugkeer van Starbuck gaat hij met haar en een kleine bemanning met de Demetrius op zoek naar de Aarde. Als ze een Number Five treffen die Starbuck een alliantie voorstelt waarop Starbuck ingaat, ontstaat er muiterij. Helo blijft zich in eerste instantie aan Starbucks zijde scharen, maar uiteindelijk zet hij haar af als bevelhebber en neemt het commando van de Demetrius over. Na de patstelling wordt er een akkoord bereikt, Starbuck gaat met Athena onderhandelen, de Demetrius blijft achter om het schip niet in gevaar te brengen. Er wordt een akkoord gesloten en het schip van de rebellerende cylons en de Demetrius reizen samen naar de Galactica. Daar kunnen de rebellerende cylons Adama en Roslin overtuigen om een alliantie te sluiten en samen het "heropstandingsschip" te vernietigen zodat cylons niet meer herboren of gedownload kunnen worden. Tijdens de aanval op het cylon schip redden Helo en Athena een Number Three net voordat het schip vernietigd wordt.
Als Boomer op de Galactica arriveert nadat ze Ellen Tigh naar de Galactica bracht, wordt ze opgesloten in de cel maar ze weet met een list vrij te komen. Boomer overvalt Athena en sluit haar op in een kast. Nadat ze eerst Helo verleid, ontvoerd ze Athena's en Helo's kind Hera en brengt het naar Cavil. Helo smeekt Adama om het kind te gaan redden. Dat gebeurt uiteindelijk en bij de reddingsoperatie geeft Boomer vrijwillig het kind terug aan Athena, waarna deze laatste Boomer vermoordt, wat de definitieve dood betekent voor de cylon na de vernietiging van het "heropstandingsschip".
Na de ontdekking van de planeet die tot Aarde omgedoopt wordt beginnen Helo en Athena met hun dochter Hera een gezinsleven. Helo's half cylon, half menselijke dochter Hera wordt de mitochondriale Eva, waar alle mensen van afstammen.